# Воньо Мирослав Михайлович
Мирослав Михайлович Воньо (нар. 20 грудня 1948, Городовичі) — український поет-пісняр, автор п'яти поетичних збірок та чотирьох магнітоальбомів і компакт-диску.

## Біографія
1968 року закінчив Дрогобицький нафтовий технікум та 1990 року — філологічний факультет Кам'янець-Подільського педагогічного інституту (нині Кам'янець-Подільський національний університет імені Івана Огієнка). Живе і працює у Хмельницькому.
Працював артистом ансамблю пісні та танцю «Верховина», що базується у Дрогобичі. Співпрацює з творчім вокальним дуетом Наталі Мельник та Володимира Гуменчука.

## Найкраще Мирослава Воньо (вірші)
- «Чарівна бойківчанка» (О. Сердюк),
- «Вінок з барвінку» (О. Сердюк),
- «Карпатські гори» (О. Екімян),
- «Музиканти на весіллі» (О. Злотник),
- «Кленовий вогонь» (В. Івасюк, М. Воньо і Ю. Рибчинський),
- «Не треба осені» (В. Івасюк),
- «Там, де ти» (В. Івасюк),
- «Козацькому роду нема переводу» (М. Балема, М. Воньо),
- «Земле моя, Бойківщино!» (А. Кос-Анатольський),
- «Здрастуй, рідне село!» (В. Козупиця).
- «І тільки сниться пісня солов'їна» (Р. Чоланюк).